# Matemático

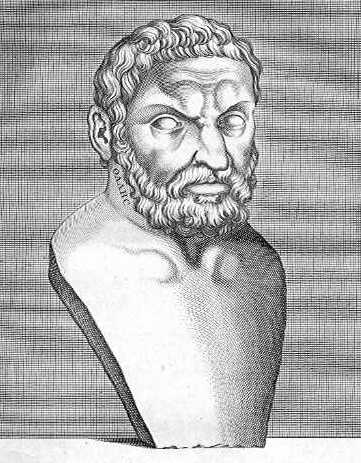
Tales de Mileto, uno de los primeros matemáticos.

Un matemático (del latín mathēmāticus, y este a su vez del griego μαθηματικός mathēmatikós) es una persona cuya área primaria de estudio e investigación es la matemática, es decir que contribuye con nuevo conocimiento en este campo de estudio. En sentido estricto, un matemático es un investigador en el área de las matemáticas. El término recubre una gran gama de competencias y de prácticas muy diferentes, que comparten un vocabulario común y un formalismo específico, así como una exigencia de rigor propia de esta disciplina. También se conoce por matemáticos a aquellos profesionales que han completado  la carrera universitaria en este campo.
El término genérico matemático puede decantarse en dominios más restringidos, como por ejemplo: geómetra, algebrista, analista, topólogo, estadístico, etc.

## Distinto uso  del términomatemático
Existen principalmente dos interpretaciones, por un lado, se le llama matemático a aquella persona que trabaja activamente en la investigación matemática, lo cual, en la actualidad, la mayoría de las veces se acompaña con publicaciones en revistas especializadas en el tema; a esta clasificación pertenecen Henri Poincaré o Andrew Wiles, por ejemplo. Por otro lado, matemático puede designar a una persona con conocimiento especiales en matemática, o que trabajó en un campo conexo como la enseñanza o la vulgarización; como por ejemplo Aurelio Baldor o Martin Gardner.
La unión de matemática Internacional publica un anuario mundial de matemáticos, la definición retenida es:
| Se le llama matemático activo a toda persona que haya publicado, durante los 4 últimos años, al menos 2 artículos referenciados en las tres bases de datos bibliográficos: la Zentralblatt MATH, la Mathematical Reviews y la Referativny Zhurnal. |

Suele hacerse a veces la distinción entre matemáticas puras y matemáticas aplicadas para diferenciar la investigación en matemática, de la investigación en áreas relacionadas (industria, ingeniería, tecnología) o interdisciplinas (ciencias cognitivas), en ciencias afines (estadística, informática) o incluso en ciencias sociales (filosofía, historia). Esta distinción, sin embargo, no es aceptada unánimemente, como tampoco la clasificación de un matemático como "científico".

### Matemático puro

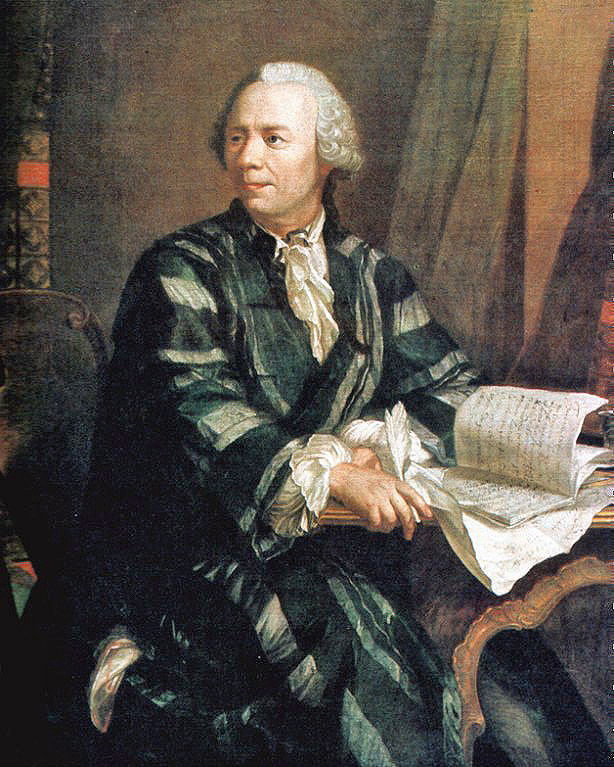
Leonhard Euler.

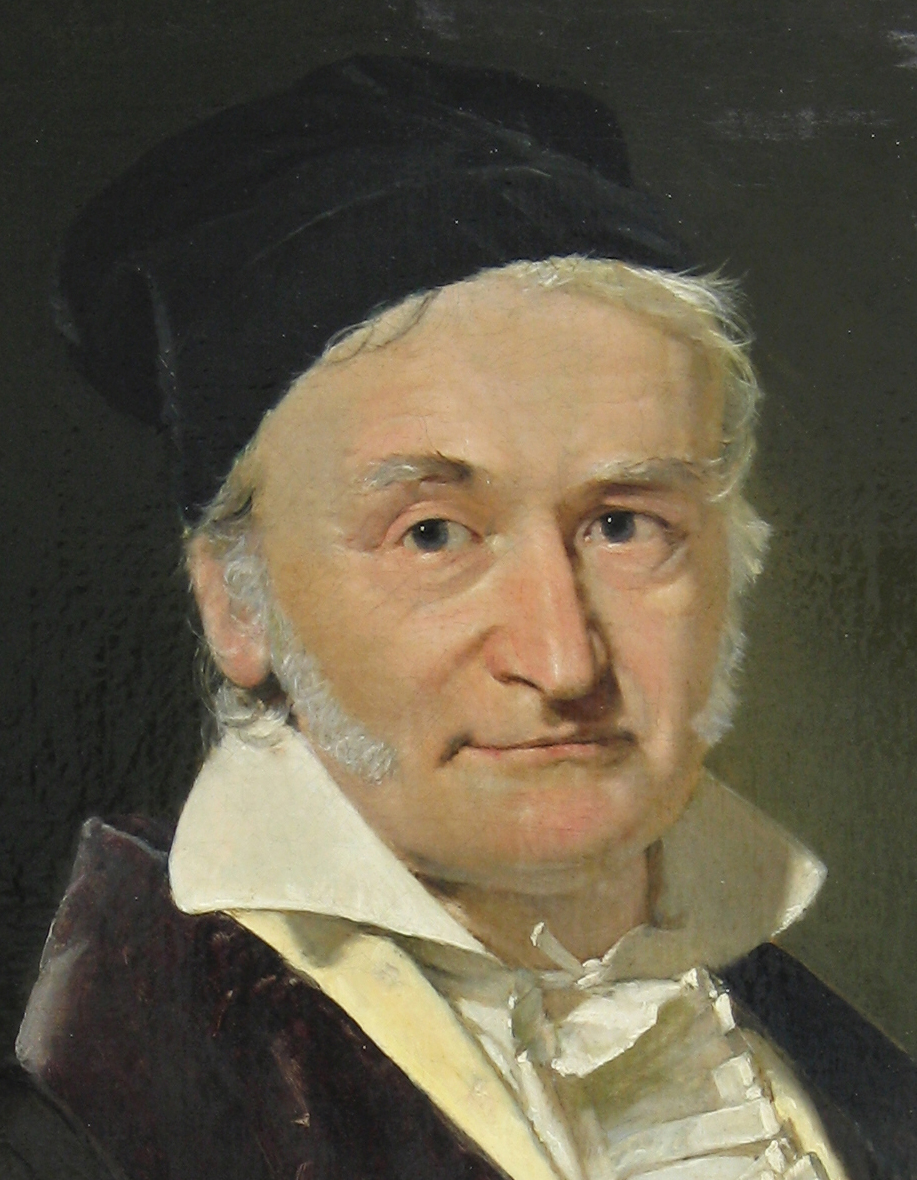
Carl Friedrich Gauss.

- Leonhard Euler (1707-1783) (de formación físico y matemático), es considerado uno de los más eminentes matemáticos de su época; su imponente obra cubre varias ramas del saber científico y matemático, y es responsable de gran parte de la notación y terminología utilizadas en la actualidad, como el concepto de función. Es también «el matemático más prolífico».[6]
- Carl Friedrich Gauss (1777-1855) (matemático, astrónomo y físico), apodado «el príncipe de las matemáticas». Gauss fue un niño prodigio, y sin dudas el matemático más destacado del siglo XIX; también llamado «el más grande desde la Antigüedad».
- Srinivasa Ramanujan (1887-1920) fue un matemático indio autodidacta; pese a no poseer formación académica, realizó extraordinarios aportes en análisis, teoría de números, series y fracciones continuas.[7]
- Évariste Galois (1811-1832), muerto en duelo a los veinte años de edad, anticipó ramas abstractas de la matemática relacionadas con teoría de ecuaciones, álgebra abstracta y teoría de grupos.[8]
- N. Bourbaki (siglo XX). El colectivo Nicolas Bourbaki escribió textos de matemática que fueron influyentes en el desarrollo de esta ciencia (Véase: Historia de las matemáticas). Firmaba con el pseudónimo, de forma que atribuía anónimamente la obra a «un solo matemático» ficticio.El grupo Bourbaki estaba conformado por personalidades como Jean Dieudonné, Henri Cartan, André Weil, Jean-Pierre Serre (medalla Fields), entre otros. Después del fracaso de la matemática moderna, su influjo ha disminuido. "Euclides sigue viviendo", aunque los de Bourbaki lo declararon muerto. Su programa no ha sido completado.;[9][10]
- Emmy Noether (siglo XX), realizó avances cruciales en álgebra abstracta y física teórica; es considerada como «la más grande matemática de la historia», y uno de los matemáticos más importantes de su tiempo.[11]

### Matemáticos delsigloXXI
- En el año 2000, el Clay Mathematics Institute anuncia los «Problemas del milenio», una lista de problemas matemáticos abiertos y cuya resolución supondría un importante logro y un avance considerable en el campo de las matemáticas.
- Alexander Grothendieck es uno de los matemáticos más prolíficos que aportó desarrollos fundamentales dentro del álgebra homológica, topología y teoría de Categorías, recibió la Medalla Fields en 1966, aunque rechazó la distinción.
- Saharon Shelah que trabajó en fundamentación de las matemáticas, teoría de conjuntos y teoría de modelos estableciendo un número importante de resultados muy importantes durante la década de 1970.
- Andrew Wiles demuestra «el último teorema de Fermat» (establecido en 1637), tras años de trabajo en solitario.
- Grigori Perelmán resuelve «la Hipótesis de Poincaré» (establecida por H. Poincaré en 1904). Se le acuerda por esto la Medalla Fields, distinción que la rechaza. Es el único de los Problemas del milenio en haber sido resuelto. [actualizar]

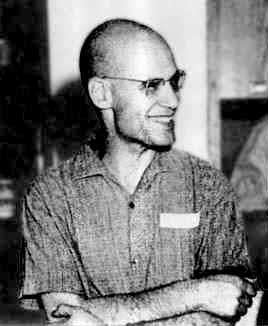
Alexander Grothendieck.
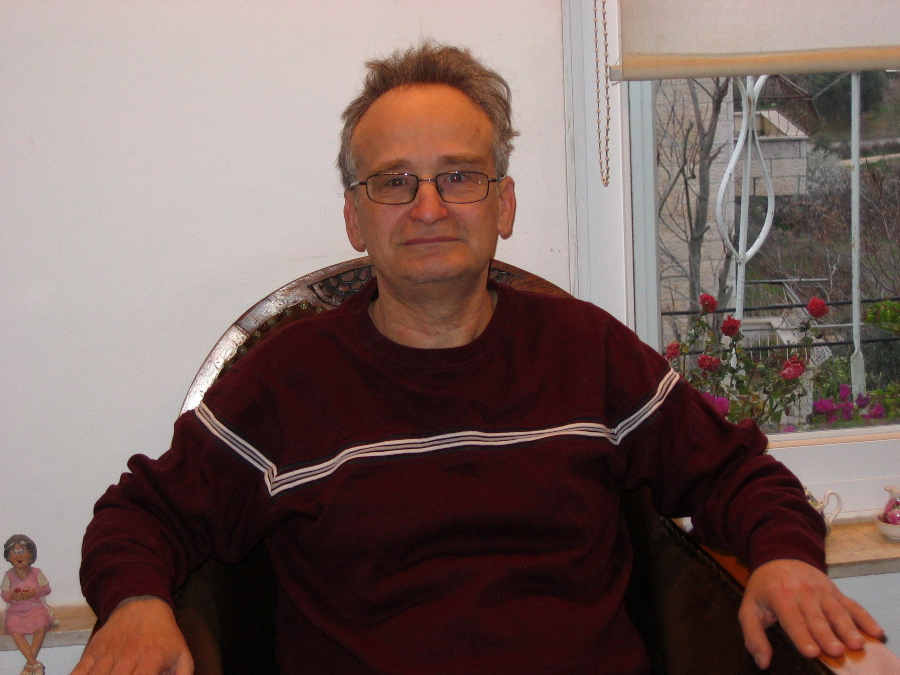
Saharon Shelah.
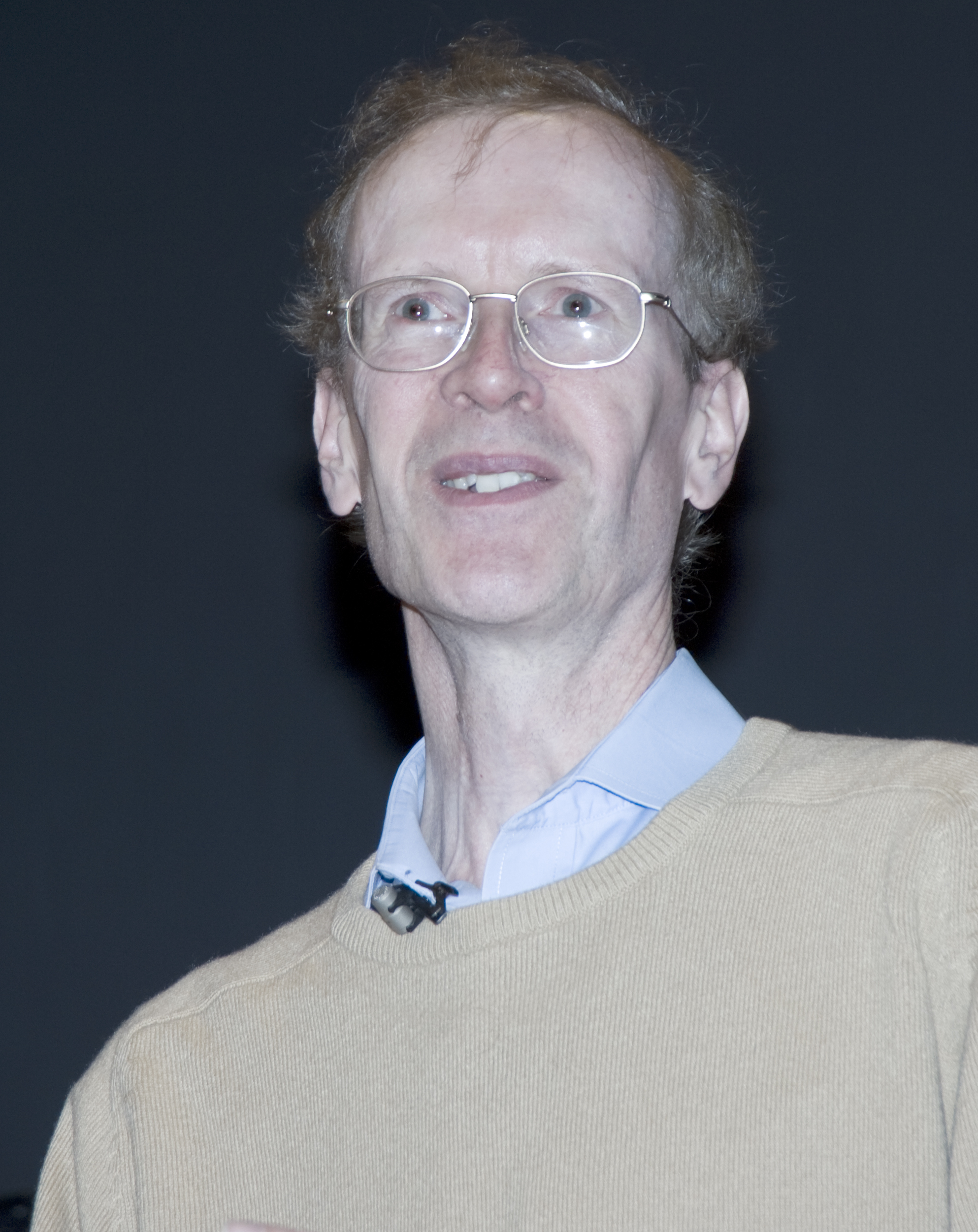
Andrew Wiles.
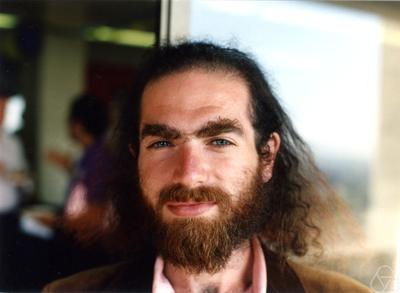
Grigori Perelmán.

## Mujeres matemáticas

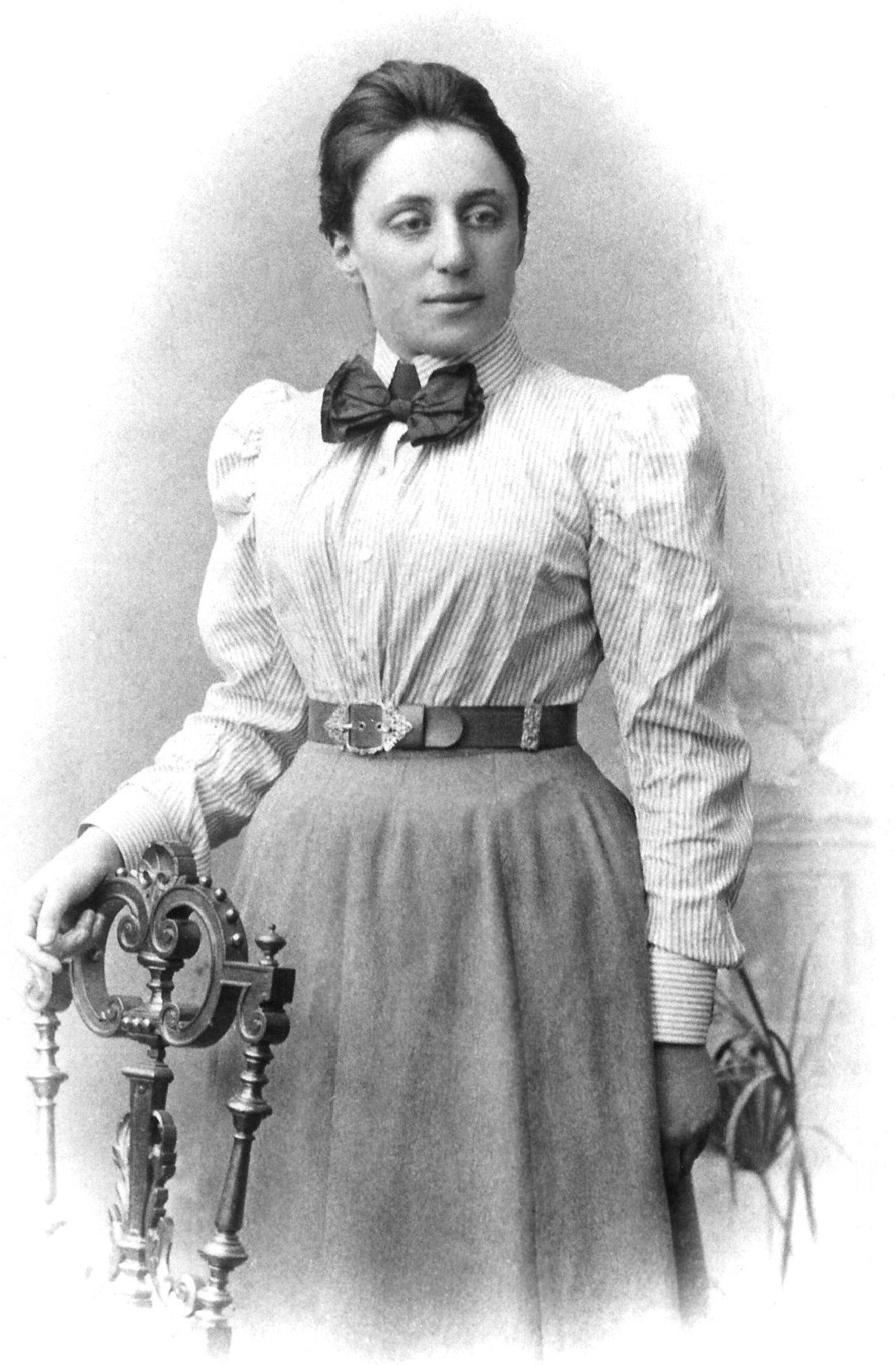
Emmy Noether (1882-1935), matemática.

Como consecuencia de las enormes dificultades e impedimentos con los que las mujeres han tenido que enfrentarse, a lo largo de la historia y en todos los lugares del mundo, para poder llevar a cabo una labor de estudio o investigación en matemáticas (y en la ciencia, en general), la mayoría de las personas que han sobresalido en el área de las matemáticas y han alcanzado renombre universal han sido hombres. A pesar de estos inconvenientes, ha habido mujeres que, gracias a una indomable voluntad, una posición social alta y, generalmente, a la ayuda de algún mecenas masculino, han dejado una huella imborrable en las matemáticas. Y no solo porque sus historias de superación sean un ejemplo, sino porque sus contribuciones científicas han tenido una notable repercusión y relevancia. Entre las mujeres matemáticas más prominentes nacidas antes del siglo XX podemos citar a: Téano de Crotona (siglo VI  a. C.), Hipatia de Alejandría (alrededor del 400), Ada Lovelace (1815-1852), Maria Gaetana Agnesi (1718-1799), Sophie Germain (1776-1831), Sofia Kovalévskaya (1850-1891), Alicia Boole Stott (1860-1940), Émilie du Châtelet (1706-1749), Carolina Herschel (1750-1848), Mary Somerville (1780-1872) y Florence Nightingale (1820-1910).
Los profundos cambios demográficos y sociales acontecidos principalmente desde el final de la Segunda Guerra Mundial han favorecido la integración de las mujeres en el ámbito laboral y la paulatina reducción de las diferencias de oportunidades con los hombres. Por tanto, la lista de grandes mujeres matemáticas del siglo XX es extensa y entre sus figuras más destacadas cabe mencionar a Mileva Marić (1875-1948), Emmy Noether (1882-1935), Mary Lucy Cartwright (1900-1998), Rózsa Péter (1905-1977), Grace Murray Hopper (1906-1992), Olga Taussky-Todd (1906-1995), Julia Robinson (1919-1985), Emma Castelnuovo, (1913-2014), María Wonenburger (1927-), Ingrid Daubechies (1954-)..
No obstante, la presencia de las mujeres en los puestos académicos y científicos de responsabilidad es escasa. Por ello, y como ocurre en los demás ámbitos del conocimiento,  en diversos países existen asociaciones de mujeres matemáticas con una fuerte implicación social en la búsqueda de la igualdad de oportunidades en el marco de la investigación y la docencia en matemáticas. Este es el caso de la Asociación Mujeres y Matemáticas, la European Women in Mathematics (EWM) o la Comisión Mujeres y Matemáticas de la Real Sociedad Matemática Española, así como algunas asociaciones latinoamericanas de mujeres matemáticas.

Cabe citar a Roswitha, monja de un convento sajón del siglo X, de mejor y mayor trabajo en literatura y filosofía que en la ciencia de los números. No obstante lució buen conocimiento de la Aritmética de Boecio y menciona cuestiones ligadas a números defectivos y perfectos, señalando entre ellos a 6, 28, 496, y 8128.
En una publicación sobre matemática recreativa de Rodríguez Vidal y Rodríguez Rigual, también figuran los nombres que siguen, como cultoras de matemática.
- Lady Ada Lovelace
- Lady Maontagu
- Marquesa de Espeja
- Josefa Amar y Borbón

## Premios y distinciones

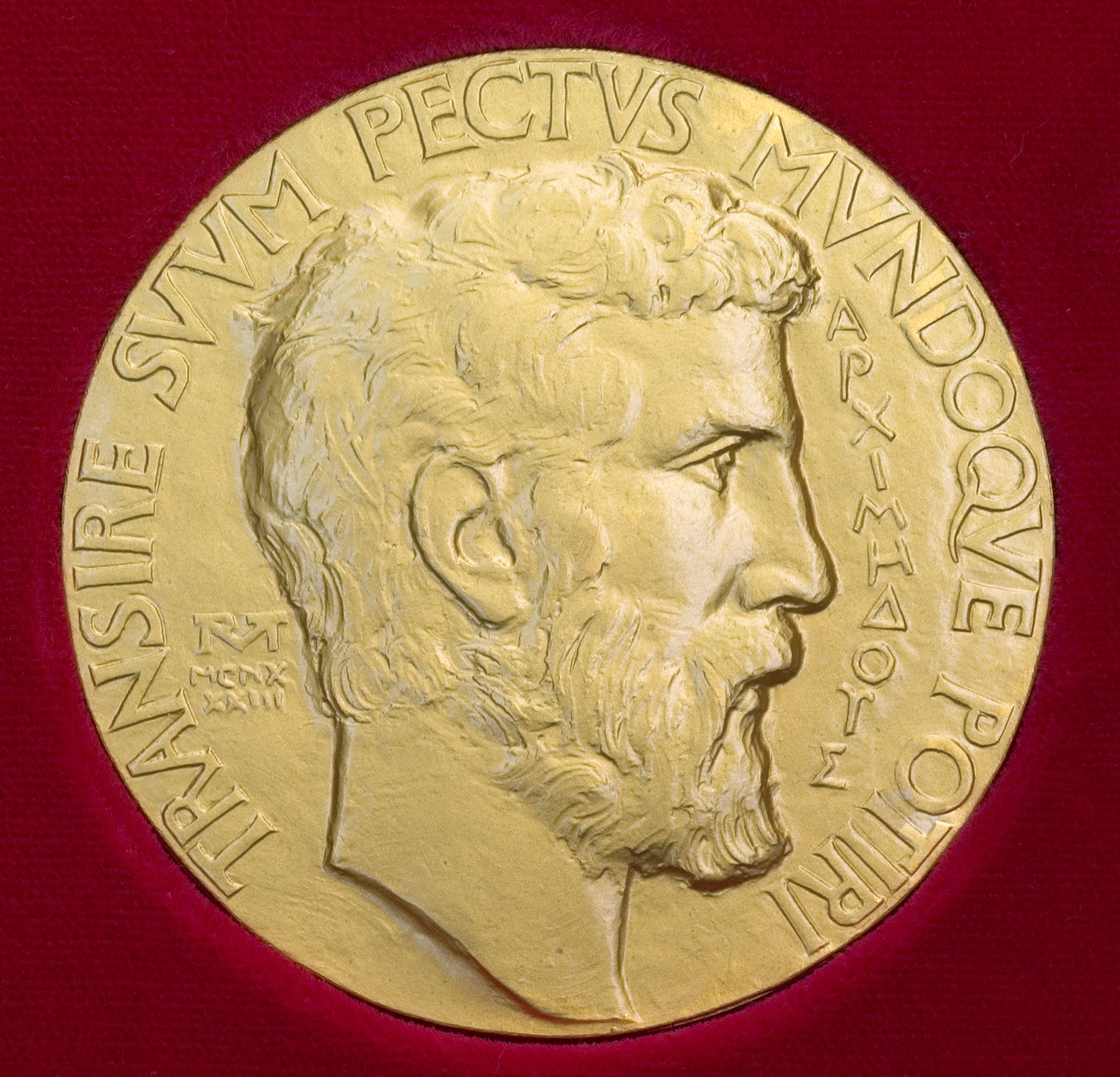
Medalla Fields, evocando al matemático Arquímedes.

- Medalla Fields (límite de edad de 40 años)
- Premio Abel
- Premio Nevanlinna
- Premio Carl-Friedrich-Gauss por las matemáticas aplicadas
- Medalla Chern
- Premio Wolf
- Premio Fermat
- Premio Clay, otorgado por el Clay Mathematics Institute
- Premio Pólya y la Medalla De Morgan, otorgado por la Sociedad Matemática de Londres

Nota: No existe premio Nobel de Matemáticas; el Premio Abel o la Medalla Fields se consideran por lo general su equivalente.

## Premios internacionales deMatemáticas
-- Estructura del informe --
- Premio: Está generalmente dedicado a la memoria de un gran matemático o filántropo.
- Organiza: Puede ser una Sociedad Matemática, Fundación u Organismo estatal patrocinador del evento.
- Sede o país convocante, que puede ser rotatorio, entre los afiliados a una sociedad.
- El sufijo + después del país, indica que se permite participar a matemáticos extranjeros.
- Importe del premio, suele ser fijo, pero a veces se incluyen gastos para el concursante.
- Nota puede mencionar alguna observación o una serie de conceptos fijos:

• Nº de años, refleja el límite de edad para presentarse al certamen.
• Mujeres, cuando solamente pueden participar ellas.
• Becas, para cursos, másteres o proyectos.
• Universidad, a la que hay que estar vinculado para acceder al certamen.
• Especialidad, si el certamen se dedica solo a una rama de las matemáticas.
Se puede elegir el orden de la lista, pulsando en el Premio, Sede, etc.
| Año  | Nombre                           | Nación           | Imagen |
| ---- | -------------------------------- | ---------------- | ------ |
| 2025 | Rubén Medina Sabino              | España           |        |
| 2025 | Izar Alonso Lorenzo              | Estados Unidos   |        |
| 2025 | Raúl Alonso Rodríguez            | Estados Unidos   |        |
| 2025 | Juan Muñoz Echániz               | Estados Unidos   |        |
| 2025 | Eduardo Tablate Vila             | España           |        |
| 2025 | Clara Torres Latorre             | España           |        |
| 2024 | María Alonso Pena                | España           |        |
| 2024 | Macarena Arenas                  | España           |        |
| 2024 | Alberto González Sanz            | España           |        |
| 2024 | Alberto Rodríguez Vázquez        | España           |        |
| 2024 | Iñigo Urtiaga Erneta             | España           |        |
| 2023 | Robert Cardona Aguilar           | España           |        |
| 2023 | Claudia García López             | España           |        |
| 2023 | Roberto Giménez Conejero         | España           |        |
| 2023 | Paula Gordaliza Pastor           | España           |        |
| 2023 | Óscar Rivero Salgado             | España           |        |
| 2023 | María Soria Carro                | España           |        |
| 2022 | Guillem Blanco Fernández         | Bélgica España   |        |
| 2022 | Ángela Capel Cuevas              | Alemania España  |        |
| 2022 | Elena Castilla González          | España           |        |
| 2022 | Damian M. Dąbrowski              | Finlandia        |        |
| 2022 | Juan Carlos Felipe-Navarro       | Finlandia España |        |
| 2021 | Judit Muñoz Matute               | España           |        |
| 2021 | María Ángeles García Ferrero     | España           |        |
| 2021 | Jon Asier Bárcena Petisco        | España           |        |
| 2021 | Xavier Fernández-Real            | España           |        |
| 2021 | José Ángel González-Prieto       | España           |        |
| 2021 | Mercedes Pelegrín García         | España           |        |
| 2021 | Abraham Rueda Zoca               | España           |        |
| 2021 | María de la Paz Tirado Hernández | España           |        |
| 2020 | Diego Alonso Orán                | Alemania         |        |
| 2020 | Alessandro Audrito               | Suiza            |        |
| 2020 | Rubén Campoy García              | Estados Unidos   |        |
| 2020 | María Cumplido Cabello           | España           |        |
| 2020 | Ujué Etayo                       | Austria          |        |
| 2020 | Judit Muñoz Matute               | España           |        |
| 2019 | Daniel Álvarez Gavela            | España           |        |
| 2019 | María Ángeles García Ferrero     | España           |        |
| 2019 | Xabier García Martínez           | España           |        |
| 2019 | Umberto Martínez Peñas           | España           |        |
| 2019 | Carlos Mudarra Díaz-Malaguilla   | España           |        |
| 2019 | Marithania Silvero Casanova      | España           |        |
| 2016 | Roger Casals                     | España           |        |
| 2016 | Francesc Castellà                | España           |        |
| 2016 | José Conde                       | España           |        |
| 2016 | Jesús Yepes                      | España           |        |
| 2016 | Leonardo Colombo                 | España           |        |
| 2016 | Martín López                     | España           |        |
| 2015 | Alejandro Castro                 | España           |        |
| 2015 | Jezabel Curbelo                  | España           |        |
| 2015 | Javier Fresán                    | España           |        |
| 2015 | Rafael Granero                   | España           |        |
| 2015 | Luis Hernández                   | España           |        |
| 2015 | Xavier Ros-Oton                  | España           |        |

| Año  | Nombre                     | Nación | Imagen |
| ---- | -------------------------- | ------ | ------ |
| 2025 | Ángel Ferrández Izquierdo  | España |        |
| 2025 | Carmen Batanero            | España |        |
| 2025 | Gabriel Navarro Ortega     | España |        |
| 2024 | Alfredo Bermúdez de Castro | España |        |
| 2024 | Clara Grima                | España |        |
| 2024 | Eugenio Hernández          | España |        |
| 2023 | Francisco Marcellán        | España |        |
| 2023 | María del Carmen Romero    | España |        |
| 2023 | Luis Vega González         | España |        |

| Año  | Nombre       | Nación    | Imagen |
| ---- | ------------ | --------- | ------ |
| 2024 | Miguel Walsh | Argentina |        |
| 2002 | Xavier Tolsa | España    |        |
| 1984 | Carlos Kenig | Argentina |        |

| Año  | Nombre                         | Nación | Imagen |
| ---- | ------------------------------ | ------ | ------ |
| 2024 | Xavier Tolsa                   | España |        |
| 2023 | Diego Córdoba Gazolaz          | España |        |
| 2022 | Antonio Ros Mulero             | España |        |
| 2021 | Luis Vega González             | España |        |
| 2021 | Antonio Córdoba Barba          | España |        |
| 2020 | Carme Torras Genís             | España |        |
| 2018 | Ramón López de Mántaras        | España |        |
| 2011 | Antonio Córdoba Barba          | España |        |
| 2009 | José Francisco Duato Marín     | España |        |
| 2007 | Enrique Zuazua                 | España |        |
| 2005 | Manuel de Hermenegildo Salinas | España |        |
| 2003 | Juan Luis Vázquez Suárez       | España |        |
| 2001 | Mateo Valero Cortés            | España |        |

| Año  | Nombre                                | Nación    |
| ---- | ------------------------------------- | --------- |
| 2024 | Héctor Pastén                         | Chile     |
| 2016 | Andrés Navas                          | Chile     |
| 2016 | Enrique Bursztyn                      | Brasil    |
| 2016 | Robert Morris                         | Brasil    |
| 2016 | Pablo Shmerkin                        | Argentina |
| 2012 | Fernando Codá Marques                 | Brasil    |
| 2009 | Alejandro Maass                       | Chile     |
| 2009 | Federico Rodríguez Hertz              | Argentina |
| 2009 | Carlos Gustavo Tamm de Araujo Moreira | Brasil    |
| 2004 | Enrique Pujals                        | Argentina |
| 2000 | Marcelo Viana                         | Brasil    |

| Año  | Nombre                       | Nación                |  |
| ---- | ---------------------------- | --------------------- |  |
| 2024 | Alfredo Bermúdez de Castro   | España                |  |
| 2024 | Clara Grima                  | España                |  |
| 2024 | Eugenio Hernández            | España                |  |
| 2021 | Daniel Sanz Alonso           | Estados Unidos España |  |
| 2019 | María Ángeles García Ferrero | España                |  |
| 2018 | Joaquim Serra Montolí        | España                |  |
| 2017 | Angelo Lucia                 | Estados Unidos Italia |  |
| 2016 | Xavier Ros-Oton              | España                |  |
| 2015 | Roger Casals                 | Estados Unidos España |  |
| 2014 | Nuno Freitas                 | España                |  |
| 2013 | Ángel Castro Martínez        | España                |  |
| 2012 | María Pe Pereira             | España                |  |
| 2011 | Alberto Enciso Carrasco      | España                |  |
| 2010 | Carlos Beltrán               | España                |  |
| 2009 | Álvaro Pelayo                | España                |  |
| 2008 | Francisco Gancedo            | España                |  |
| 2007 | Pablo Mira Carrillo          | España                |  |
| 2006 | Santiago Morales Domingo     | España                |  |
| 2005 | Javier Parcet                | España                |  |
| 2004 | Joaquín Puig                 | España                |  |

| Año  | Nombre                          | Nación | Imagen |
| ---- | ------------------------------- | ------ | ------ |
| 2024 | Santiago Alberto Verjovsky Solá | México |        |
| 2024 | Raquel Perales Aguilar          | México |        |
| 2024 | José Antonio Seade Kuri         | México |        |

| Año  | Nombre                 | Nación | Imagen |
| ---- | ---------------------- | ------ | ------ |
| 2023 | Xavier Ros-Oton        | España |        |
| 2022 | Carlos Gómez Rodríguez | España |        |

| Año  | Premiados internacionales | Nación         | Imagen |
| ---- | ------------------------- | -------------- | ------ |
| 2024 | Claire Voisin             | Francia        |        |
| 2024 | Yakov Eliashberg          | Estados Unidos |        |
| 2015 | Stephen Cook              | Estados Unidos |        |
| 2013 | Ingrid Daubechies         | Bélgica        |        |
| 2013 | David Mumford             | Estados Unidos |        |

| Año  | Nombre                  | Nación         |  |
| ---- | ----------------------- | -------------- |  |
| 2022 | Pascal Auscher          | Francia        |  |
| 2022 | Moritz Egert            | Alemania       |  |
| 2021 | Tim Browning            | Austria        |  |
| 2020 | Aniceto Murillo         | España         |  |
| 2020 | Urtzi Buijs             | España         |  |
| 2020 | Yves Félix,             | Bélgica        |  |
| 2020 | Daniel Tanré            | Francia        |  |
| 2020 | Giovanni Catino         | Italia         |  |
| 2018 | Michael Ruzhansky       | Inglaterra     |  |
| 2018 | Durvudkhan Suragan      | Kazajistán     |  |
| 2017 | Antoine Chambert-Loir   | Francia        |  |
| 2017 | Julien Sebag            | Francia        |  |
| 2017 | Johannes Nicaise        | Inglaterra     |  |
| 2016 | Vladimir Turaev         | Estados Unidos |  |
| 2016 | Alexis Virelizier       | Francia        |  |
| 2014 | Veronique Fischer       | Inglaterra     |  |
| 2014 | Michael Ruzhansky       | Inglaterra     |  |
| 2013 | Xavier Tolsa            | España         |  |
| 2012 | José Seade              | México         |  |
| 2012 | Ángel Cano              | México         |  |
| 2012 | Juan Pablo Navarrete    | México         |  |
| 2007 | Rosa María Miró Roig    | España         |  |
| 2005 | José Antonio Seade Kuri | México         |  |
| 2003 | Fuensanta Andreu-Vaillo | España         |  |
| 2003 | José M. Mazon           | España         |  |
| 2003 | Vicent Casellas         | España         |  |
| 1998 | Juan J. Morales-Ruiz    | España         |  |

| Año  | Nombre          | Nación    | Imagen          |
| ---- | --------------- | --------- | --------------- |
| 2023 | Luis Caffarelli | Argentina | Dennis Sullivan |

| Año  | Nombre           | Nación |
| ---- | ---------------- | ------ |
| 2021 | Sonia Pérez Díaz | España |

| Año  | Nombre            | Nación |
| ---- | ----------------- | ------ |
| 2020 | Francisco Gancedo | España |

| Año  | Nombre                  | Nación | Imagen |
| ---- | ----------------------- | ------ | ------ |
| 2019 | Xavier Ros-Oton         | España |        |
| 2011 | Alberto Enciso Carrasco | España |        |

| Año  | Nombre                      | Nación |
| ---- | --------------------------- | ------ |
| 2016 | Gilberto Bruno Pérez        | México |
| 2016 | José María Ibarra Rodríguez | México |
| 2014 | Malors Emilio Espinosa Lara | México |
| 2014 | José Juan Zacarías          | México |
| 2012 | Valente Ramírez García Luna | México |
| 2009 | Octavio Arizmendi Echegaray | México |

| Año  | Nombre                   | Nación         | Imagen |
| ---- | ------------------------ | -------------- | ------ |
| 2000 | Jacob Palis              | Brasil         |        |
| 1997 | José Luis Massera        | Italia Uruguay |        |
| 1994 | Ignacio Rodríguez Iturbe | Venezuela      |        |

| Año  | Nombre                      | Nación   | Imagen |
| ---- | --------------------------- | -------- | ------ |
| 2017 | José Oswaldo Lezama Serrano | Colombia |        |
| 2015 | Pedro Isaza                 | Colombia |        |
| 2013 | Alfonso Castro              | Colombia |        |
| 2011 | José Raúl Quintero          | Colombia |        |
| 2009 | Jorge Cossio                | Colombia |        |
| 2007 | Víctor Albis                | Colombia |        |
| 2005 | Xavier Caicedo              | Colombia |        |

| Año  | Nombre                      | Nación | Imagen |
| ---- | --------------------------- | ------ | ------ |
| 2016 | José Bonet Solves           | España |        |
| 2016 | María Gaspar Alonso-Vega    | España |        |
| 2016 | María Teresa Lozano Imízcoz | España |        |
| 2015 | José Luis Fernández Pérez   | España |        |
| 2015 | Marta Macho Stadler         | España |        |
| 2015 | Antonio Martínez Naveira    | España |        |

| Año  | Nombre                                                             | Nación     | Imagen |
| ---- | ------------------------------------------------------------------ | ---------- | ------ |
| 2015 | Alicia Dickenstein (CONICIT)                                       | Argentina  |        |
| 2012 | José Alexander Ramírez (CONICIT)                                   | Costa Rica |        |
| 2011 | Patricio Felmer                                                    | Chile      |        |
| 2011 | Roberto Jorge Miatello                                             | Argentina  |        |
| 2010 | Eric Goles                                                         | Chile      |        |
| 2009 | Raymundo Bautista Ramos                                            | México     |        |
| 2008 | Lilliam Margarita Álvarez Díaz                                     | Cuba       |        |
| 2005 | Servet Martínez Aguilera                                           | Chile      |        |
| 2004 | Pedro Méndez Hernández                                             | Perú       |        |
| 2004 | Xavier Caicedo                                                     | Colombia   |        |
| 2003 | José Antonio Seade Kuri                                            | México     |        |
| 2003 | José Antonio de la Peña                                            | México     |        |
| 2001 | Jorge Lewowicz Archivado el 4 de marzo de 2016 en Wayback Machine. | Uruguay    |        |
| 2000 | Javier Trejos Zelaya                                               | Perú       |        |
| 1999 | Carlos Augusto Di Prisco De Venanzi                                | Venezuela  |        |
| 1998 | Juan Tirao                                                         | Argentina  |        |
| 1992 | Ricardo Estrada Navas                                              | Costa Rica |        |
| 1990 | Guillermo Owen                                                     | Colombia   |        |
| 1988 | Alberto Verjovsky Solá                                             | México     |        |

| Año  | Nombre                    | Nación | Imagen |
| ---- | ------------------------- | ------ | ------ |
| 2015 | Jesús Ildefonso Díaz Díaz | España |        |

| Año  | Nombre          | Nación | Imagen |
| ---- | --------------- | ------ | ------ |
| 2015 | Harald Helfgott | Perú   |        |

| Año  | Nombre                | Nación | Imagen |
| ---- | --------------------- | ------ | ------ |
| 2015 | Francisco Santos Leal | España |        |

| Año  | Nombre     | Nación    |
| ---- | ---------- | --------- |
| 2015 | Ramón Pino | Venezuela |

| Año  | Nombre    | Nación | Imagen |
| ---- | --------- | ------ | ------ |
| 2015 | Luis Vega | España |        |

| Año  | Nombre             | Nación |
| ---- | ------------------ | ------ |
| 2015 | Roddy Fuentes Alba | Cuba   |

| Año    | Nombre                    | Nación | Imagen |
| ------ | ------------------------- | ------ | ------ |
| 2015   | Gabriel Navarro           | España |        |
| 2013 ? | Mónica Clapp              | México |        |
| 2013 ? | Luis G Gorostiza          | México |        |
| 2013 ? | Onésimo Hernández-Lerma   | México |        |
| 2013 ? | Samuel Gitler             | México |        |
| 2013 ? | Santiago López de Medrano | México |        |
| 2013 ? | Alberto Verjovsky         | México |        |
| 2012   | Juan Luis Vázquez Suárez  | España |        |
| 2012   | Xavier Cabré              | España |        |

| Año  | Nombre         | Nación |
| ---- | -------------- | ------ |
| 2014 | Carlos Beltrán | España |

| Año  | Nombre                 | Nación           | Imagen          |
| ---- | ---------------------- | ---------------- | --------------- |
| 2003 | Luis Caffarelli        | Argentina        | Dennis Sullivan |
| 2003 | Roberto Jorge Miatello | Argentina        |                 |
| 2003 | Luis Santaló           | España Argentina |                 |

| Año  | Nombre                | Nación     |
| ---- | --------------------- | ---------- |
| 1996 | Ricardo Estrada Navas | Costa Rica |
| 2013 | Jasson Vindas Díaz    | Costa Rica |

| Año  | Nombre                   | Nación |
| ---- | ------------------------ | ------ |
| 2012 | Joaquim Bruna Floris     | España |
| 2003 | Alberto Dou Mas de Xaxàs | España |
| 2002 | Carles Perelló Valls     | España |
| 1998 | Marta Sanz Solé          | España |
| 1997 | Pilar Bayer Isant        | España |
| 1997 | Joan Girbau Badó         | España |
| 1996 | Jaume Barceló Bugeda     | España |
| 1994 | Carles Simó Torres       | España |
| 1992 | Manuel Martí Recober     | España |
| 1991 | Manuel Castellet Solanas | España |

| Año  | Nombre                  | Nación    | Imagen |
| ---- | ----------------------- | --------- | ------ |
| 2011 | Roberto Jorge Miatello  | Argentina |        |
| 2005 | José Antonio de la Peña | México    |        |
| 2001 | Onésimo Hernández-Lerma | México    |        |
| 1990 | Guillermo Owen          | Colombia  |        |
| 1976 | Ismael Herrera Revilla  | México    |        |
| 1976 | Samuel Gitler Hammer    | México    |        |
| 1967 | José Adem Chahín        | México    |        |

| Año  | Nombre                | Nación |
| ---- | --------------------- | ------ |
| 2012 | Adrián Fernández Tojo | España |

| Año  | Nombre           | Nación    |
| 2017 | Pablo Schmerkin  | Argentina |
| 2017 | Héctor Pastén    | Chile     |
| ---- | ---------------- | --------- |
| 2013 | Andrés Navas     | Chile     |
| 2013 | Alf Onshuus      | Bogotá    |
| 2013 | Víctor Rivero    | México    |
| 2013 | Eduardo Teixeira | Brasil    |
| 2013 | Miguel Walsh     | Argentina |

| Año  | Nombre       | Nación         |
| ---- | ------------ | -------------- |
| 2013 | Herb Clemens | Estados Unidos |

| Año  | Nombre          | Nación    |                 |
| ---- | --------------- | --------- | --------------- |
| 2013 | Luis Caffarelli | Argentina | Dennis Sullivan |
| 2013 | Jacob Palis     | Brasil    |                 |

| Año  | Nombre          | Nación | Imagen |
| ---- | --------------- | ------ | ------ |
| 2008 | Harald Helfgott | Perú   |        |

| Año  | Nombre    | Nación | Imagen |
| ---- | --------- | ------ | ------ |
| 2012 | Luis Vega | España |        |

| Año  | Nombre    | Nación | Imagen |
| ---- | --------- | ------ | ------ |
| 2014 | Luis Vega | España |        |

| Año  | Nombre      | Nación |
| ---- | ----------- | ------ |
| 2012 | María Nogal | España |

| Año  | Nombre      | Nación |
| ---- | ----------- | ------ |
| 2012 | Carles Simó | España |

| Año  | Nombre          | Nación | Imagen |
| ---- | --------------- | ------ | ------ |
| 2011 | Harald Helfgott | Perú   |        |

| Año  | Nombre           | Nación |
| ---- | ---------------- | ------ |
| 2007 | Xavier Mora Gine | España |

| Año  | Nombre                | Nación    | Imagen |
| ---- | --------------------- | --------- | ------ |
| 2016 | Guillermo Cortiñas    | Argentina |        |
| 2014 | Enrique Zuazua        | España    |        |
| 2012 | Francisco Santos Leal | España    |        |

| Año  | Nombre          | Nación    | Imagen          |
| ---- | --------------- | --------- | --------------- |
| 1984 | Luis Caffarelli | Argentina | Dennis Sullivan |

| Año       | Nombre       | Nación    |
| --------- | ------------ | --------- |
| 2014-2018 | Miguel Walsh | Argentina |

| Premio                     | Año  | Nombre                |
| -------------------------- | ---- | --------------------- |
|                            | 2011 | Pablo Augusto Ferrari |
|                            | 2008 | Graciela L. Boente    |
| Carlos Segovia Fernández   | 2007 | Jorge Rubén Lauret    |
| Ángel R. Larotonda         | 2006 | Julio Rossi           |
| Alberto P. Calderón        | 2005 | Carlos A. Cabrelli    |
| Júlio Rey Pastor           | 2004 | Esteban Andruchow     |
| Miguel Herrera             | 2003 | Isabel G. Dotti       |
| Luis A. Santaló            | 2002 | Ricardo G. Durán      |
| Antonio Monteiro           | 2001 | Hugo A. A. Aimar      |
| Orlando Villamayor         | 2000 | Agnes I. Benedek      |
| Manuel Balazant            | 1999 | Jorge E. Solomín      |
| Enzo R. Gentile            | 1998 | Eleonor O. Harboure   |
| Alberto González Domínguez | 1997 | Gustavo Corach        |
| Alberto González Domínguez | 1996 | Domingo A. Tarzia     |
| Alberto González Domínguez | 1995 | Felipe J. Zó          |
| Alberto González Domínguez | 1994 | Víctor J. Yohai       |
| Alberto González Domínguez | 1993 | Roberto J. Miatello   |
| Alberto González Domínguez | 1992 | Roberto L.O. Cignoli  |

| Año  | Nombre         | Nación    | Imagen |
| ---- | -------------- | --------- | ------ |
| 2007 | Juan Maldacena | Argentina |        |

| Año  | Nombre               | Nación   |
| ---- | -------------------- | -------- |
| 1994 | María Falk de Losada | Colombia |

| Año  | Nombre                | Nación |
| ---- | --------------------- | ------ |
| 2003 | José Manuel Ferrándiz | España |
| 2003 | Isabel Vigo           | España |
| 2003 | David García          | España |
| 2003 | Jesús Antonio Getino  | España |

| Año  | Nombre                 | Nación |
| ---- | ---------------------- | ------ |
| 2010 | Carlos Castillo-Chávez | México |

| Año  | Nombre                   | Nación | Imagen |
| ---- | ------------------------ | ------ | ------ |
| 2007 | Xavier Mora Gine         | España |        |
| 2005 | Juan Viaño               | España |        |
| 2004 | Pablo Fernández Gallardo | España |        |
| 2003 | Enrique Fernández-Cara   | España |        |
| 2003 | Enrique Zuazua           | España |        |
| 2002 | Mikel Lezaun             | España |        |
| 2001 | Juan Luis Vázquez        | España |        |
| 2000 | Enrique Zuazua           | España |        |

| Año  | Nombre          | Nación |
| ---- | --------------- | ------ |
| 2012 | Salomé Martínez | Chile  |

| Premio                  | Año  | Nombre                  |
| ----------------------- | ---- | ----------------------- |
| Pedro E. Zadunaisky     | 2011 | Sonia Luján Natale      |
| Tomás Falkner           | 2010 | Pedro Morín             |
| Mischa Cotlar           | 2009 | Julián Fernández Bonder |
| Alberto Sagastume Berra | 2008 | Daniel Carando          |

| Año  | Nombre              | Nación |  |
| ---- | ------------------- | ------ |  |
| 1996 | Ricardo Pérez-Marco | España |  |
| 2004 | Xavier Tolsa        | España |  |

| Año  | Nombre                  | Nación |
| ---- | ----------------------- | ------ |
| 2011 | Leonor García Gutiérrez | España |

| Año  | Nombre                   | Nación |
| ---- | ------------------------ | ------ |
| 2011 | Carlos Riquelme Ruiz     | España |
| 2011 | Martí Riba Monzó         | España |
| 2011 | Ariadna Fossas Tenas     | España |
| 2010 | María Pe Pereira         | España |
| 2010 | Sara Merino Aceituno     | España |
| 2010 | Roberto Rubio Núñez      | España |
| 2009 | Francisco Sánchez Vega   | España |
| 2009 | Samuel García Vega       | España |
| 2009 | Miguel Ángel García Ruiz | España |
| 2008 | Helena Cobo Pablos       | España |
| 2008 | Jesús Martínez García    | España |

| Año  | Nombre          | Nación | Imagen |
| ---- | --------------- | ------ | ------ |
| 2009 | Joan Bosa       | España |        |
| 2011 | Xavier Ros-Oton | España |        |

| Año  | Nombre                 | Nación |
| ---- | ---------------------- | ------ |
| 1995 | Jesús María Sanz Serna | España |

| Año  | Nombre       | Nación    |
| ---- | ------------ | --------- |
| 1911 | Luis Radford | Guatemala |

| Año  | Nombre            | Nación           | Imagen |
| ---- | ----------------- | ---------------- | ------ |
| 2020 | Emmanuel Candès   | Francia          |        |
| 2020 | Ingrid Daubechies | Bélgica          |        |
| 2020 | Yves Meyer        | Francia          |        |
| 2020 | Terence Tao       | Australia        |        |
| 2001 | Hamilton O. Smith | Estados Unidos   |        |
| 1983 | Luis Santaló      | España Argentina |        |

| Año  | Nombre                      | Nación |
| ---- | --------------------------- | ------ |
| 2008 | Manuel J. Castro Díaz       | España |
| 2010 | José Ramón Fernández García | España |

| Año  | Nombre                   | Nación | Imagen |
| ---- | ------------------------ | ------ | ------ |
| 2015 | Mario Hamuy Wackenhut    | Chile  |        |
| 2013 | Manuel del Pino          | Chile  |        |
| 2011 | Patricio Felmer Aichele  | Chile  |        |
| 2009 | Ricardo Baeza Rodríguez  | Chile  |        |
| 2007 | Miguel Kiwi              | Chile  |        |
| 2005 | Rafael Benguria          | Chile  |        |
| 2003 | Carlos Conca             | Chile  |        |
| 2001 | Fernando Lund            | Chile  |        |
| 1999 | José María Maza          | Chile  |        |
| 1997 | María Teresa Ruiz        | Chile  |        |
| 1995 | Claudio Bunster          | Chile  |        |
| 1993 | Servet Martínez Aguilera | Chile  |        |
| 1993 | Eric Goles               | Chile  |        |

| Año  | Nombre                     | Nación |
| ---- | -------------------------- | ------ |
| 2005 | Miguel Ángel Revilla Ramos | España |

| Año  | Nombre          | Nación    | Imagen          |
| ---- | --------------- | --------- | --------------- |
| 2009 | Luis Caffarelli | Argentina | Dennis Sullivan |

| Año  | Nombre      | Nación |
| ---- | ----------- | ------ |
| 2001 | Begoña Cano | España |

| Año  | Nombre        | Nación    | Imagen |
| ---- | ------------- | --------- | ------ |
| 2014 | Adrián Paenza | Argentina |        |

| Año  | Nombre           | Nación    |
| ---- | ---------------- | --------- |
| 1991 | Alberto Calderón | Argentina |

| Año  | Nombre                  | Nación    |
| ---- | ----------------------- | --------- |
| 1992 | Luis Davidson           | Cuba      |
| 1994 | María Falk de Losada    | Colombia  |
| 2000 | Francisco Bellot Rosado | España    |
| 2004 | Patricia Fauring        | Argentina |
| 2010 | Rafael Sánchez-Lamoneda | Venezuela |

| Año  | Nombre         | Nación |
| ---- | -------------- | ------ |
| 2008 | Antonio Huerta | España |

| Año  | Nombre           | Nación    |
| ---- | ---------------- | --------- |
| 2014 | Miguel Walsh     | Argentina |
| 2009 | Ernesto Lupercio | México    |
| 2008 | Enrique Pujals   | Argentina |
| 2007 | Jorge Lauret     | Argentina |

| Año  | Nombre          | Nación    | Imagen          |
| ---- | --------------- | --------- | --------------- |
| 2005 | Luis Caffarelli | Argentina | Dennis Sullivan |

| Año  | Nombre                            | Nación |
| ---- | --------------------------------- | ------ |
| 2016 | Juan Calvo Yagüe                  | España |
| 2015 | Carmen Rodrigo                    | España |
| 2014 | Francisco Gancedo                 | España |
| 2013 | Alberto Enciso                    | España |
| 2012 | Santiago I. Badia Rodríguez       | España |
| 2011 | David Pardo Zubiaur               | España |
| 2010 | María Luisa Rapún Banzo           | España |
| 2009 | Enrique Domingo Fernández Nieto   | España |
| 2008 | María González Taboada            | España |
| 2007 | José Ramón Fernández García       | España |
| 2006 | Jorge Cortés                      | España |
| 2005 | Diego Córdoba Gazolaz             | España |
| 2004 | Marco Antonio Fontelos López      | España |
| 2003 | José Antonio Carrillo de la Plata | España |
| 2002 | Carlos Castro                     | España |
| 2001 | Javier Sayas                      | España |
| 2000 | Mari Paz Calvo                    | España |
| 1999 | Juan Casado                       | España |
| 1998 | Ana Carpio                        | España |

| Año  | Nombre     | Nación   |
| ---- | ---------- | -------- |
| 2012 | Max Duarte | Paraguay |

| Año  | Nombre                       | Nación |
| ---- | ---------------------------- | ------ |
| 2010 | Marino Arroyo Balaguer       | España |
| 2009 | Javier Fernándezde Bobadilla | España |

| Año  | Nombre                              | Nación |
| ---- | ----------------------------------- | ------ |
| 2015 | Erika Rodríguez Torres              | México |
| 2015 | Rocío Leonel Gómez                  | México |
| 2014 | María Dolores Lara Cuevas           | México |
| 2012 | María del Carmen Rodríguez Vallarta | México |

| Año  | Nombre          | Nación | Imagen |
| ---- | --------------- | ------ | ------ |
| 2010 | Harald Helfgott | Perú   |        |

| Año  | Nombre            | Nación    |
| ---- | ----------------- | --------- |
| 2001 | Eduardo D. Sontag | Argentina |

| Año  | Nombre           | Nación    | Imagen          |
| ---- | ---------------- | --------- | --------------- |
| 1988 | Alberto Calderón | Argentina |                 |
| 2012 | Luis Caffarelli  | Argentina | Dennis Sullivan |

| Año  | Nombre        | Nación |
| ---- | ------------- | ------ |
| 2010 | Marino Arroyo | España |

## Fundaciones y Sociedades Matemáticas
| Siglas              | Nombre                                                                          | Sede           | Inicio | Logo      |
| ------------------- | ------------------------------------------------------------------------------- | -------------- | ------ | --------- |
| AAS                 | Australian Academy of Science                                                   | Australia      | 1954   |           |
| Abertis             | Fundación Abertis                                                               | España         | 1999   |           |
| ACM                 | Association for Computing Machinery Special Interest Group                      |                | 1947   |           |
| AMS                 | American Mathematical Society                                                   | Estados Unidos | 1888   |           |
| ANCEFN              | Academia Nacional de Ciencias Exactas, Físicas y Naturales                      | Argentina      | 1874   |           |
| ANCYT               | Academia Nacional de Ciencia y Tecnología                                       | Perú           |        |           |
| ANTS                | Algorithmic Number Theory Symposium                                             | Alemania       | 1994   |           |
| APS                 | American Physical Society                                                       | Estados Unidos | 1889   |           |
| APSF                | Alfred Pritchard Sloan Foundation                                               | Estados Unidos | 1875   |           |
| ASA                 | American Statistical Association                                                | Estados Unidos | 1839   |           |
| ASF                 | Académie des Sciences                                                           | Francia        | 1666   |           |
| ASL                 | Association for Symbolic Logic                                                  | Estados Unidos | 1936   |           |
| AWM                 | Association for Women in Mathematics                                            | Estados Unidos | 1971   |           |
| ASME                | American Society Of Mechanical Engineers                                        | Estados Unidos | 1880   |           |
| AustMS              | Australian Mathematical Society                                                 | Australia      | 1956   |           |
| BMG                 | Berliner Mathematischen Gesellschaft                                            | Alemania       | 1901   |           |
| Balzan              | Fondazione Internazionale Premio Balzan                                         | Italia Suiza   | 1956   |           |
| BMS                 | Belgian Mathematical Society                                                    | Bélgica        | 1921   |           |
| CIMAT               | Centro de Investigación en Matemáticas, A.C.                                    | México         | 1980   |           |
| CMF                 | Fundación Chern                                                                 | Estados Unidos | 2010   |           |
| CMI                 | Clay Mathematics Institute                                                      | Estados Unidos | 1998   |           |
| CMS                 | Canadian Mathematical Society                                                   | Canadá         | 1945   |           |
| CNCA                | Consejo Nacional de la Cultura y las Artes de Chile                             | Chile          | 2003   |           |
| CNRS                | Centre national de la recherche scientifique                                    | Francia        | 1939   |           |
| CONACYT             | Consejo Nacional de Ciencia y Tecnología                                        | México         | 1970   |           |
| CONICIT             | Consejo Nacional para Investigaciones Científicas y Tecnológicas                | Costa Rica     | 1972   |           |
| CRM                 | Centre de Recherches Mathematiques                                              | Canadá         | 1968   |           |
| CSIC                | Consejo Superior de Investigaciones Científicas                                 | España         | 1998   |           |
| DMV                 | Deutsche Mathematiker-Vereinigung                                               | Alemania       | 1993   |           |
| ECM                 | European Congresses of Mathematics                                              | Polonia        | 1992   |           |
| ECCOMAS             | European Community on Computational Methods in Applied Sciences and Engineering | Europa         | 1901   |           |
| Elsevier            | Elsevier Foundation                                                             | Estados Unidos | 1956   |           |
| EMS                 | European Mathematical Society                                                   | Alemania       |        |           |
| EPFL                | École polytechnique fédérale de Lausanne                                        | Suiza          |        |           |
| ERC,CEI             | European Research Council = Consejo Europeo de Investigación                    | Europa         | 2002   |           |
| ESF                 | Fundación Europea de la Ciencia                                                 | Europa         |        |           |
| ETHZ                | Eidgenossische Technische Hochschule-Zúrich                                     | Suiza          |        |           |
| EURASC              | European Academy of Sciences                                                    | Bélgica        |        |           |
| FBBVA               | Fundación BBVA                                                                  | España         |        | Fundación |
| FBS                 | Fundación Banco Santander                                                       | España         |        | Fundación |
| FCFM                | Facultad de Ciencias Físicas y Matemáticas, Universidad de Chile                | Chile          | 1840   |           |
| FCM                 | Fundación Caja Madrid                                                           | España         | 1991   |           |
| FCRI                | Fundación Catalana para la Investigación y la Innovación                        | España         |        |           |
| FoCM                | Foundations of Computational Mathematics                                        |                | 1995   |           |
| FPA                 | Fundación Princesa de Asturias                                                  | España         | 1980   |           |
| FPdGI               | Fundación Princesa de Girona                                                    | España         | 1980   |           |
| FSK                 | Fundación Sofía Kovalévskaia                                                    | México         | 1942   |           |
| GAMNI               | Groupe pour l’Avancement des Méthodes Numériques de l’Ingénieur                 | Francia        | 1992   |           |
| GenCat              | Generalidad de Cataluña                                                         | España         |        |           |
| Google              | Google                                                                          | Estados Unidos |        |           |
| HAS                 | Hungarian Academy of Sciences                                                   | Hungría        | 1825   |           |
| Humboldt Foundation | Humboldt Foundation                                                             | Alemania       | 1953   |           |
| IAMP                | International Association of Mathematical Physics                               | Europa         | 1976   |           |
| ICA                 | Institute Of Combinatorics And Its Applications                                 | Canadá         | 1990   |           |
| ICMAT               | Instituto de Ciencias Matemáticas                                               | España         | 2008   |           |
| ICHM                | International Commission on the History of Mathematics                          | Estados Unidos | 1971   |           |
| ICIAM               | International Council for Industrial and Applied Mathematics                    | Estados Unidos | 1987   |           |
| ICM                 | International Congress of Mathematicians                                        |                |        |           |
| ICMI                | International Commission on Mathematical Instruction                            |                | 1897   |           |
| ICTCM               | International Conference on Technology in Collegiate Mathematics                |                |        |           |
| ICTP                | Abdus Salam International Centre for Theoretical Physics                        | Italia         | 1964   |           |
| IEC                 | Institvt d'Estvdis Catalans                                                     | España         | 1907   |           |
| IEEE-CS             | IEEE Computer Society                                                           | Estados Unidos | 1946   |           |
| IMA                 | Institute of Mathematics and its Applications                                   | Reino Unido    | 1964   |           |
| IMAFF               | Instituto de Matemáticas y Física Fundamental                                   | España         |        |           |
| IMSA                | Institute of the Mathematical Sciences of the Americas                          | Estados Unidos |        |           |
| IMT                 | Institut de Mathématiques de Toulouse                                           | Francia        | 1887   |           |
| IMU                 | International Mathematical Union                                                | Alemania       | 1920   |           |
| INFORMS             | Institute for Operations Research and the Management Sciences                   | Estados Unidos |        |           |
| ISDE                | International Society of Difference Equations                                   |                |        |           |
| Konex               | Fundación Konex                                                                 | Argentina      | 1980   |           |
| KVA                 | Swedish Royal Academies                                                         | Suecia         | 1739   |           |
| LMS                 | London Mathematical Society                                                     | Inglaterra     | 1865   |           |
| MAA                 | Mathematical Association of America                                             | Estados Unidos | 1915   |           |
| MEC                 | Ministerio de Educación y Ciencia de España                                     | España         |        |           |
| MFO                 | Mathematisches Forschungsinstitut Oberwolfach                                   | Alemania       | 1944   |           |
| MICIT               | Ministerio de Ciencia y Tecnología                                              | Costa Rica     |        |           |
| MOS                 | Mathematical Optimization Society                                               |                | 1973   |           |
| MSJ                 | Mathematical Society of Japan                                                   | Japón          | 1946   |           |
| NAS                 | National Academy of Sciences                                                    | Estados Unidos | 1974   |           |
| NFT                 | Number Theory Foundation                                                        | Estados Unidos |        |           |
| NUST                | National University of Sciences and Technology                                  | Pakistán       | 1991   |           |
| ÖMG                 | Österreichische Mathematische Gesellschaft                                      | Austria        | 1903   |           |
| PIMS                | Pacific Institute for the Mathematical Sciences                                 | Canadá         | 1996   |           |
| RAS                 | Russian Academy of Sciences                                                     | Rusia          | 1724   |           |
| RSC                 | Royal Society of Canada                                                         | Canadá         | 1882   |           |
| RSL                 | Royal Society of London                                                         | Inglaterra     | 1660   |           |
| RSME                | Real Sociedad Matemática Española                                               | España         |        |           |
| RSS                 | Royal Statistical Society                                                       | Inglaterra     | 1834   |           |
| SASTRA              | Shanmugha Arts, Science, Technology & Research Academy                          | India          | 1984   |           |
| SCM                 | Societat Catalana de Matemàtiques                                               | España         | 1998   |           |
| SEMA                | Sociedad Española de Matemática Aplicada                                        | España         | 1991   |           |
| SEP                 | Secretaría de educación pública                                                 | México         |        |           |
| SIAG                | SIAM Activity Group                                                             | Estados Unidos |        |           |
| SIAM                | Society for Industrial and Applied Mathematics                                  | Estados Unidos | 1951   |           |
| SIMAI               | Società Italiana per la Matematica Applicata e Industriale                      | Italia         | 1989   |           |
| SMAI                | Lisez maintenant Société de mathématiques appliquées et industrielles           | Francia        | 1983   |           |
| SMF                 | Société Mathématique de France                                                  | Francia        | 1872   |           |
| SMM                 | Sociedad Matemática Mexicana                                                    | México         | 1943   |           |
| SPB                 | Saint Petersburg Mathematical Society                                           | Rusia          | 1890   |           |
| UMALCA              | Unión Matemática de América Latina y el Caribe                                  | América Latina | 1995   |           |
| UMI                 | Unione Matematica Italiana                                                      | Italia         | 1922   |           |
| WFNMC               | World Federation of National Mathematics Competitions                           |                | 1984   |           |

## Citas
Citas de o por matemáticos
- Wikiquote alberga frases célebres de o sobre Matemático.

Un matemático es una máquina que transforma café en teoremas.
—Atribuido a Alfréd Rényi y Paul Erdős.
Die Mathematiker sind eine Art Franzosen; redet man mit ihnen, so übersetzen sie es in ihre Sprache, und dann ist es alsobald ganz etwas anderes. (Los matemáticos son [como] un francés; si les dices algo, lo traducen a su propio lenguaje, e inmediatamente significa cualquier otra cosa.)
—Johann Wolfgang von Goethe.
Un matemático, al igual que un pintor o un poeta, es un creador de patrones. Si los suyos son más duraderos, es porque están hechos de ideas.
—G. H. Hardy, Apología de un matemático.
Alguno de ustedes ha encontrado alguna vez un matemático y se pregunta cómo llegó allí.
—Tom Lehrer.
Es imposible ser matemático sin ser un poeta del alma.
—Sofia Kovalevskaya.